# Зеренди
Зеренди́ (Зерендинское, Зеренда, Зеренды; каз. Зеренді) — озеро в Зерендинском районе Акмолинской области Казахстана. Входит в группу Кокшетауских озёр. Относится к бассейну реки Ишим. Высота над уровнем моря — 371 м.

## Название
Слово «зерең» в казахском языке имеет значения «блюдо», «круглая деревянная чаша (для молочных продуктов, для бульона)» или «браслет». Существует легенда о происхождении озера, посвящённая любви юноши-бедняка и девушки из богатой семьи. Согласно ей, когда влюблённые бежали из родных мест и за ними началась погоня, девушка сняла с руки браслет и бросила его наземь. На месте, где упал браслет, и образовалось озеро, разделив беглецов и преследователей.

## Описание
Озеро располагается вдоль северо-восточных склонов Зерендинских гор. На берегу озера находится село Зеренда. Водоём имеет тектоническое происхождение.
Площадь озера составляет 9,61 км², длина — 5,3 км, наибольшая ширина — 3,5 км. Длина береговой линии — 19,4 м. Средняя глубина водоёма — 4,2 м, наибольшая достигает 6,8 м.
Высота берегов в западной части составляет около 4 м, а в южной и юго-западной достигает 10 м. Южное побережье расчленено оврагами и балками. Дно озера ровное, песчаное, местами покрытое галькой и отдельными валунами. На берегах присутствуют песчаные пляжи.
Вода в озере пресная, прозрачная. В водоёме обитает ондатра.
На низкогорьях поблизости от озера произрастает сосновый бор. В окрестностях реки обитают различные дикие животные.

## Рекреационное использование
На юго-западном побережье озера располагаются дома отдыха и летние лагеря.
Озеро входит в состав национального парка «Кокшетау» и Зерендинского зоологического заказника.

## Проблемы
6 апреля 2012 года состоялось рабочее совещание по поводу сохранения Зерендинского озера, организованное акимом Акмолинской области Кайратом Кожамкаровым. В его ходе было отмечено, что за последние 50 лет озеро подверглось заметному обмелению. Причиной этому является постепенное исчезновение пополняющих озеро родников, спровоцированное снижением общего уровня грунтовых вод. Обмеление озера приводит к заиливанию и зарастанию, а в летнее время к перегреву и цветению воды. В результате наблюдается заметное снижение численности рыбы в водоёме.